# ایستگاه متروی ملت
ایستگاه متروی ملت یکی از ایستگاه‌های متروی تهران است که در خیابان ملت تهران واقع شده‌است. این ایستگاه در خط دو مترو تهران واقع شده‌است.

## نگارخانه

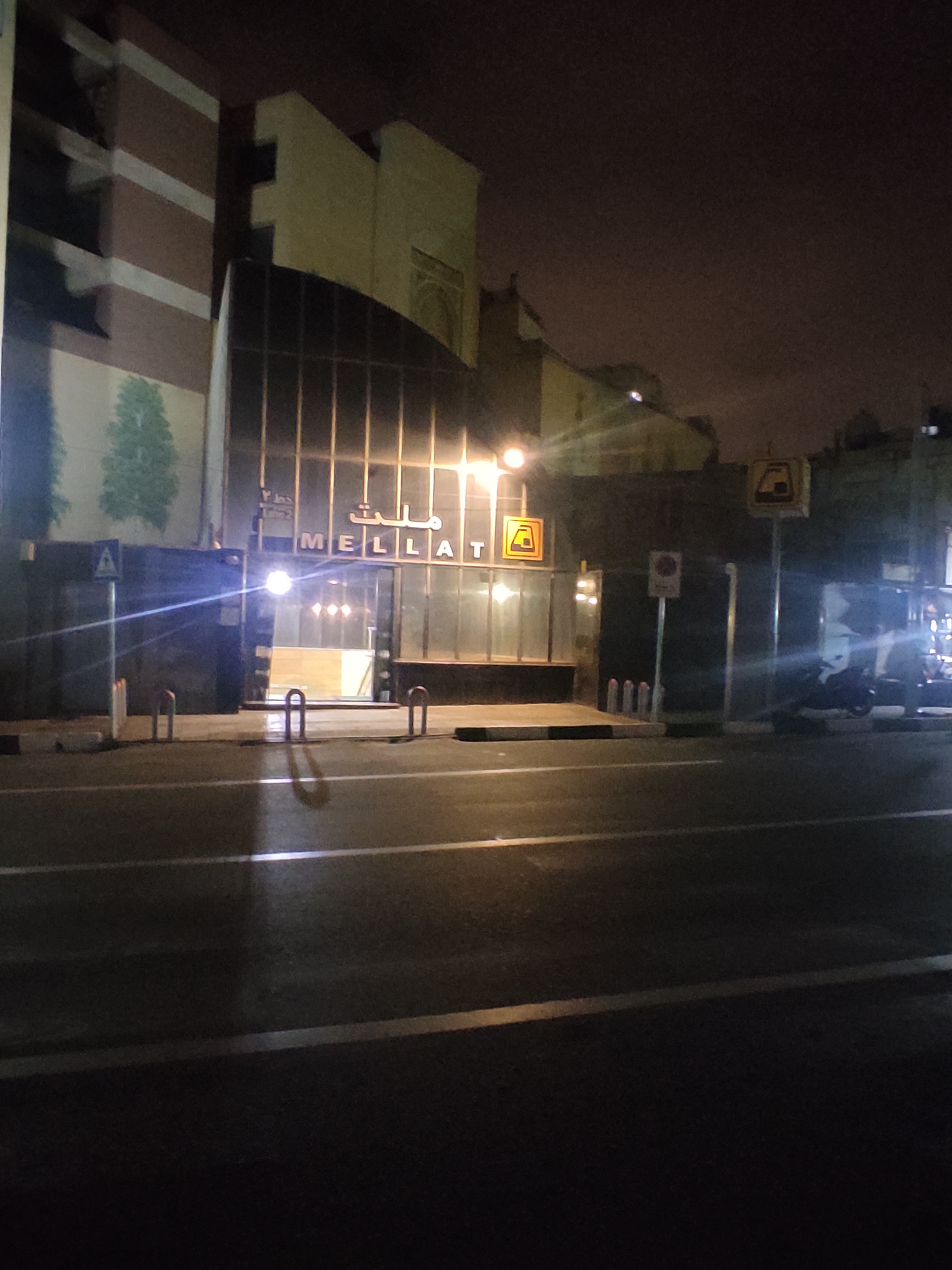
ورودی دیگر ایستگاه ملت
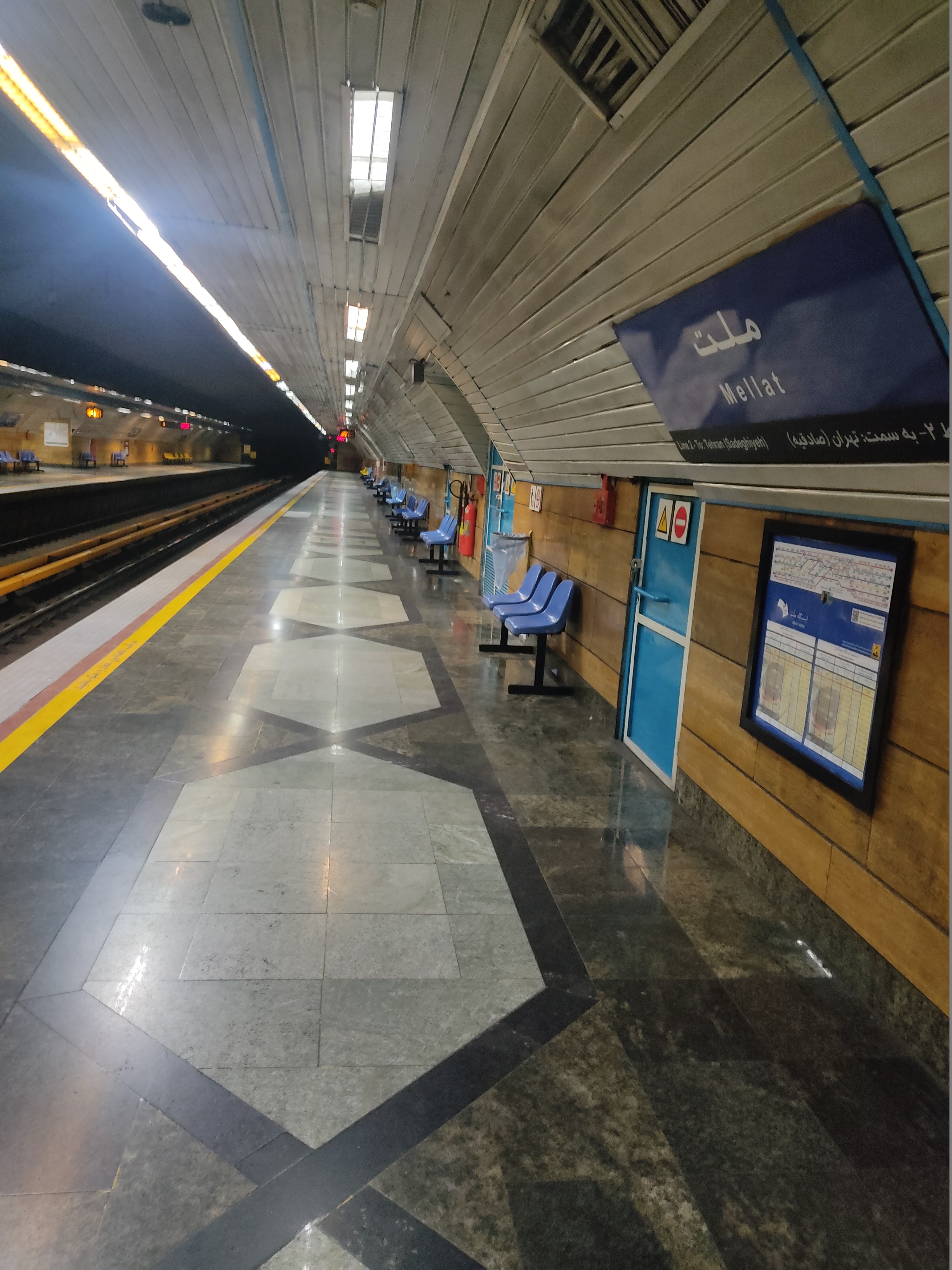
سکو ایستگاه ملت